# Torbocsil

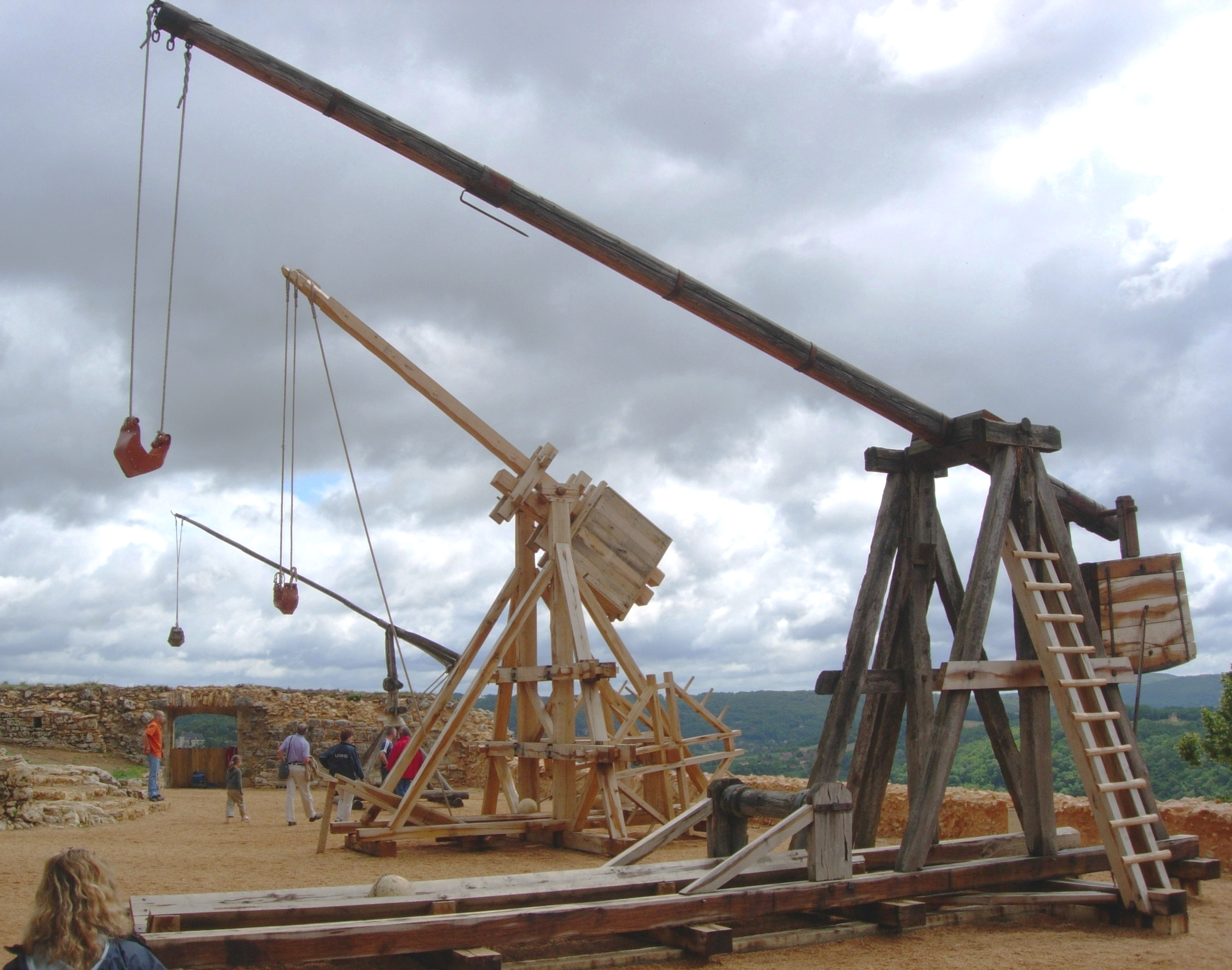
Torbocsilok Château de Castelnaudnál

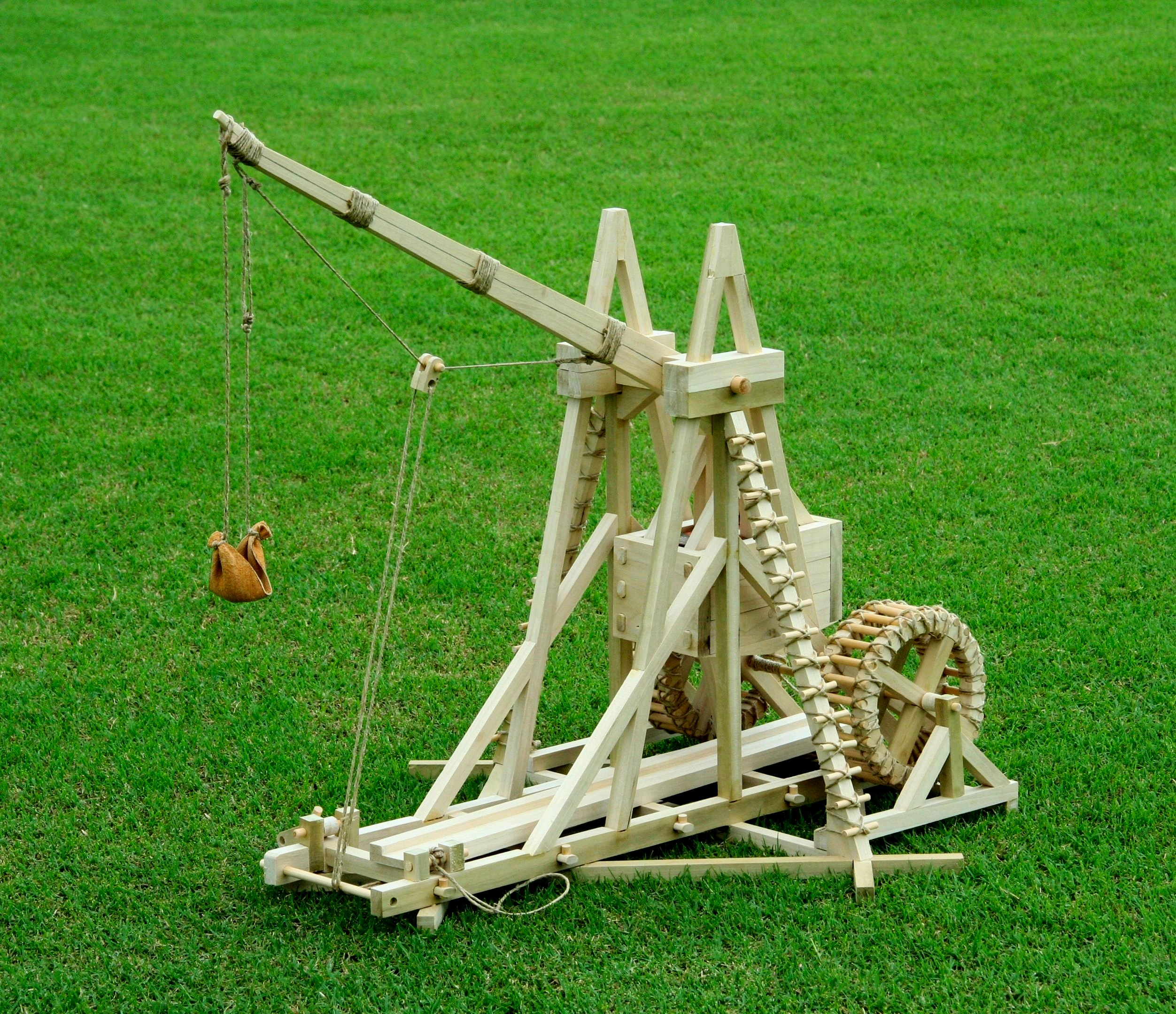
A "Csatafarkas" alapján készített torbocsil

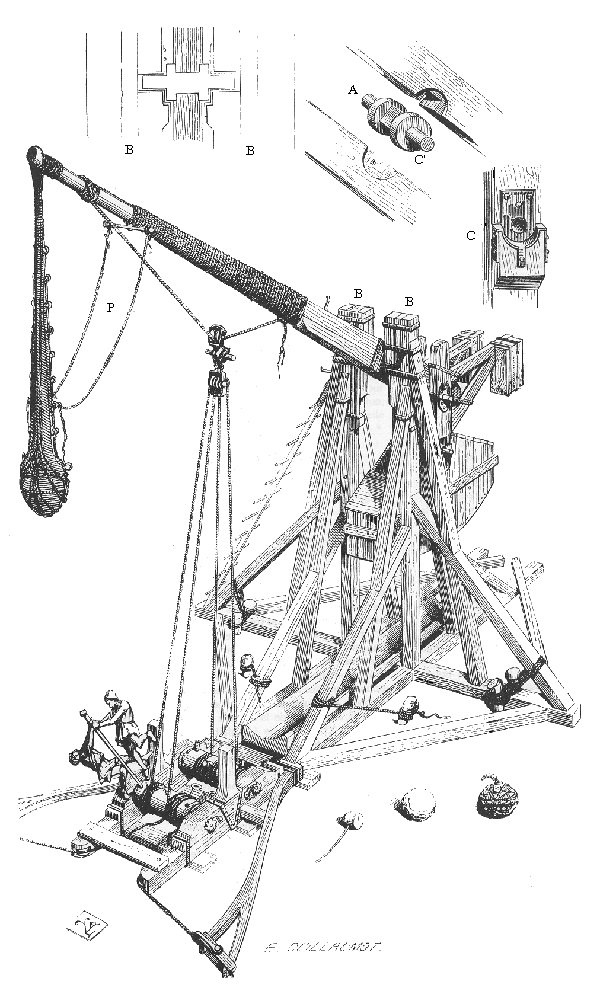
19. századi francia rajz háromnegyedes nézetből.

A torbocsil vagy más neveken torbacsil, torbocsin; latinul: trabuchellus, franciául és leggyakrabban a magyarban is: trébuchet (ejtsd: trebusé) egy ostromgép, a kővetők avagy katapultok egy típusa, amelyet jellemzően a középkorban használtak. Legismertebb fajtáját ellensúlyos kővetőnek is nevezik, megkülönböztetve a korábban használt húzott torbocsiltól, amelynél emberek kötelet húzva szolgáltatták az erőt.
Az ellensúlyos torbocsil keresztény és iszlám területeken, a Mediterráneumban jelent meg először a 12. században. Méretüktől függően általában 50-100 kilogrammos kődarabok hajítására használták, jellemzően várostromok során. Hatótávolságuk a 300 métert is elérhette.  Használatuk az ágyúk megjelenésével párhuzamosan is jó ideig megmaradt a 15. században, például Hunyadi Mátyásnak is kedvelt ostromeszközei voltak.

## Etimológia
A Besztercei szójegyzék (1395 körül) említi elsőként torbochil alakban. A magyarban vagy a régi olasz trabocchello vagy az ófrancia trebuchel szavakból származik.

## Működése
Három megkülönböztető jegye:
1. A torbocsil összetett gép, vagyis egyszerű gépek kombinációja. Kihasználja az emelő elvét. A legtöbb torbocsilt kizárólag a gravitációs erő működteti. A potenciális energiát egy hatalmas súlyú doboz tárolja, amely zsanérokkal kapcsolódik a hajítókarhoz.
2. Amikor a torbocsillal lőnek, a súlyos doboz szabaddá téve lezuhan, és a gravitációs erő a szöggyorsulás által a hajítókart a tengelye mentén forgatja. A hajítókar hajító oldali része rendszerint négyszer-hatszor hosszabb az ellensúly oldali részénél. Ezek a tényezők megsokszorozzák a hajítókar és a hozzá kapcsolt parittya gyorsulását.
3. A parittyát a hajítókar hosszabb, hajító részéhez rögzítik. A parittyába helyezik a lövedéket, ez adja át neki a hajítókar végén keletkező erőt. A parittya egy második emelőként szintén megváltoztatja a röppályát, úgyhogy a lövedék a parittyától való elválása idején éri el a kívánt sebességet és szöget.

## Története

### Húzott torbocsil

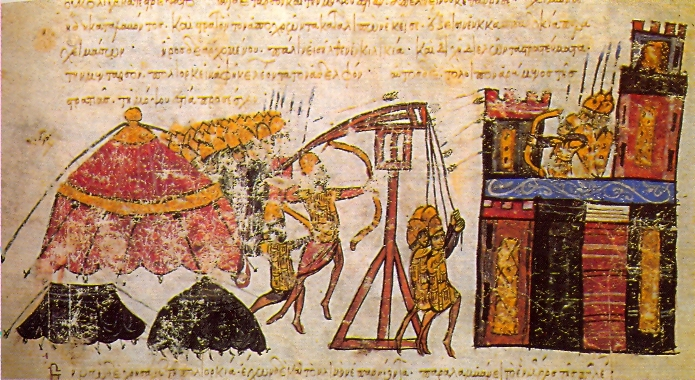
13. századi illusztráció Ióannész Szkülitzész krónikájából, amelyen bizánci csapatok húzott torbocsilt használnak.

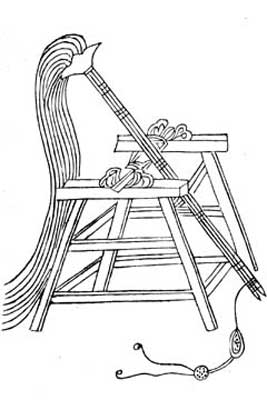
Sìjiǎo négylábú torbocsil a Wujing Zongyaoból.

A torbocsil a parittya elve alapján működik, használata Kínából ered. A botparittya a parittyák egy típusa (latinul fustibalus), ami egy bot segítségével hosszabbította az ember karját és így növelte az erőáttételt. Ebből kiindulva készítették a húzott torbocsilt, amelynél több ember kötéllel rántja meg a hajítókar rövidebb végét, a hosszabb végéhez egy parittyát erősítettek. Ez a típus kisebb és rövidebb hatótávolságú, viszont könnyebben hordozható, és jobb a lőgyorsasága, mint a nagy, ellensúlyos torbocsiloké. A legkisebb húzott torbocsilok akár egyetlen ember súlyával, azaz húzóerejével is működhetnek, de a legtöbbet jellemzően 15-45 ember működtette, általában egy kötélre kettő jutott. Ezek a csoportok lehettek helybeliek is, akik segítették a várostromokat vagy saját városuk védelmét. A húzott torbocsilok hatótávolsága 30-60 méter lehetett akár 110 kg-os lövedékek használata mellett.
Az első húzott torbocsilokat kínaiak fejlesztették ki valamikor az i.e. 4. század előtt. Az első darabokat a motisták használhatták, az erről szóló leírások Mo Zi (Micius) könyvében találhatók, amelyet i.e. 4. században állítottak össze. 1161-ben a Caisi csatában a Szung-dinasztia katonái torbocsilok segítségével meszes és kénes bombákat dobtak a Csin-dinasztia hadihajóira a Csin-Szung háborúban.
Egy kutatás szerint a húzott torbocsil a 6. század végén jelent meg a Mediterráneum keleti felében, a Bizánci Birodalomban.  A Maurikiosz bizánci császárnak (ur. 582-602) tulajdonított, Sztratégikon című művében - amely valószínűleg a késő 6. században készült – írt „mindkét irányba forgó ballisztákról” (Βαλλίστρας έκατηρωθεν στρεφόμενας), ami valószínűleg húzott torbocsilt jelent. A Szent Demeter csodái című könyv, amelyet I. Ioannész, Thesszaloniké érseke írt 610-20 körül, egyértelműen húzott torbocsilokat említ az avar-szláv seregben. „A fának a másik oldalairól parittyák lógtak, az első oldaláról pedig erős kötelek, amelyeket lehúzva kioldották a parittyát, s az köveket lőtt a magasba hangos zajjal.”
Az iszlám terjeszkedés idején a muszlimok is sikerrel használták. Ránk maradt egy technikai leírás is ezekről, a Kitáb al-Aník fi-l-mandzsaník ( "كتاب الأنيق في المنجنيق", A torbocsilok elegáns könyve) 1462-ből, ami Júszuf ibn Aranbuga az-Zaradkás munkája. Részletes leírást tartalmaz a torbocsilok építéséről és működtetéséről.

### Egyszemélyes torbocsil
Ez is egy állványra szerelt botparittya elvén alapul, amit egyetlen ember húzóereje működtetett. II. Niképhorosz Phókasz bizánci császár csapatai használták 965 körül az ellenséges csapatok csatarendjének megzavarására nyílt mezőn. Niképhorosz Ouranosz is említi az 1000 körül írt Taktika c. könyvében, továbbá fölsorolják az ostromgépek között a De obsidione toleranda című könyvben (szerzője ismeretlen).

### Ellensúlyos torbocsil

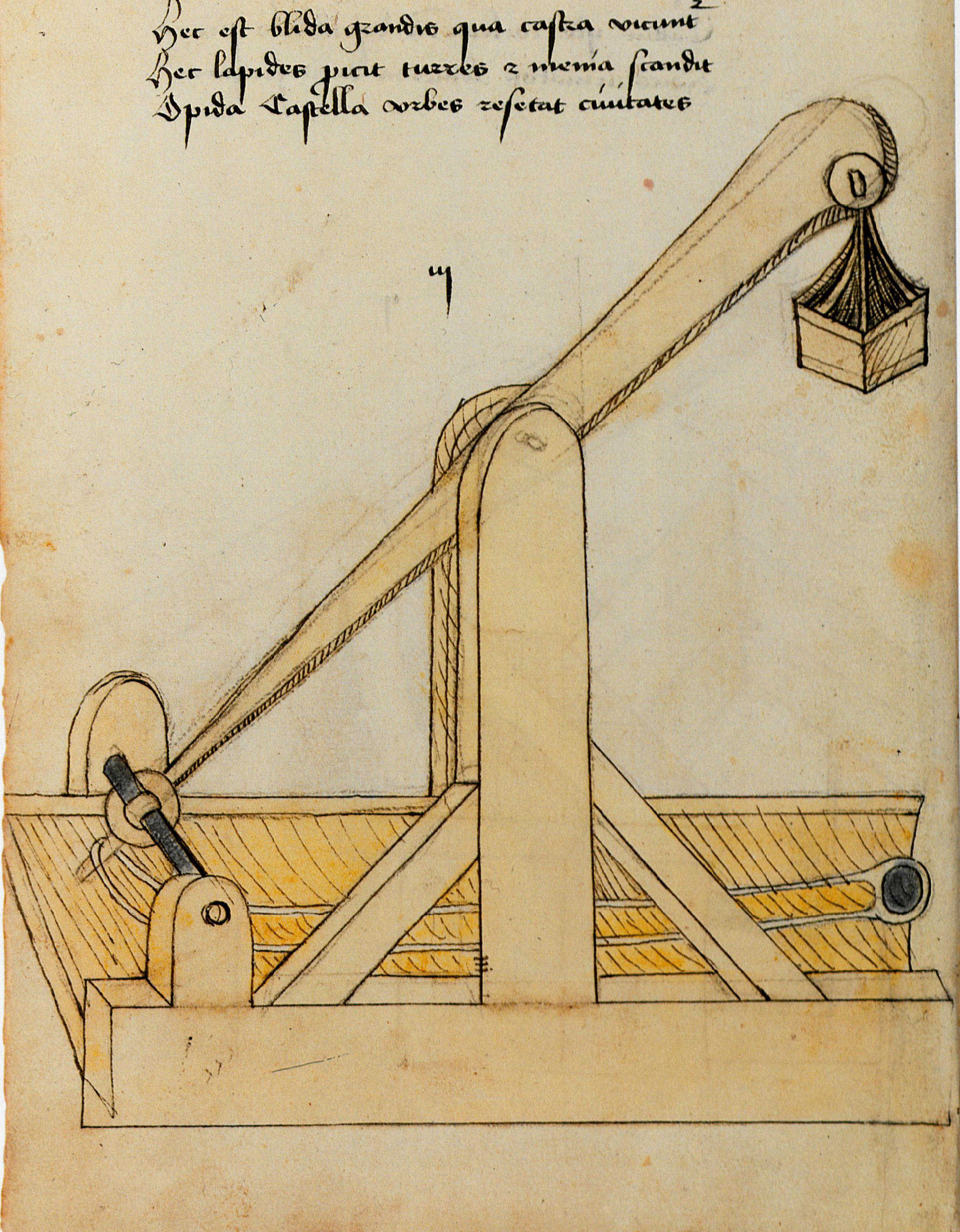
A német mérnök, Konrad Kyeser könyvében ábrázolt ellensúlyos torbocsil 1405 körül.

Az ellensúlyos torbocsil működési elve

Első egyértelmű említésük Mardi ibn Ali at-Tarszúszi történetírótól származik, aki 1187-ben, Szaladin egyiptomi szultán hódításai kapcsán írta, hogy „a torbocsilok gépezetek, amelyeket hitetlen ördögök (azaz keresztények) találtak ki”. A torbocsil következő előfordulása a bizánci Nikétasz Khoniatész történetíró munkájában szerepel. Nikétasz leírása szerint I. Andronikosz Komnénosz, a későbbi császár serege csörlővel ellátott kőhajítót használt Zimony ostrománál. Csörlő sem az emberi erővel húzott, sem a hibrid kőhajítókhoz nem szükséges. Chevedden ennek az újfajta ostromgépnek a kifejlesztését Nikaia 1097-es ostromához kapcsolja, amikor a tudósítások szerint Alexiosz Komnénosz bizánci császár, az ostromló keresztesek szövetségese új fajta nehéz ostromgépet talált föl, amely eltért a hagyományos formáktól, és mindenkit lenyűgözött.
Kiváló teljesítményét a történeti munkákban Türosz 1124-es ostrománál említik, ahol a keresztesek a beszámolók szerint nagy torbocsilokat használtak. 1120-30 táján a torbocsilokat nem csak a keresztes államokban ismerték, hanem valószínűleg nyugatra a normann Szicíliában, keletre pedig a Nagyszeldzsuk Birodalomban is. Ezeknek a gravitációs erőt használó ostromgépeknek a katonai alkalmazása Akkón 1189-91-es ostrománál csúcsosodott ki, ahol I. (Oroszlánszívű) Richárd angol és II. Fülöp francia király mérte össze erejét Szaladin szultánéval a város birtokáért folyó harcban.
Az ostrom idején II. Fülöp két torbocsilját el is nevezte, az egyiket Isten Kővetőjének, a másikat Rossz Szomszédnak. Stirling várának 1304-es ostroma során I. Eduárd angol király megparancsolta mérnökeinek, hogy egy óriási torbocsilt építsenek, a Csatafarkast (Warwolf). 1421-ben a jövőbeli VII. Károly francia király akkora torbocsilt építtetett, ami 800 kg-os követ tud kilőni. 1188-ban Ashyunnál 1500 kg-os sziklákat is lőttek.
Lőgyorsaságuk elég nagy volt, Lisszabon 1147-es ostrománál két gépezet 15 másodpercenként lőtt egy követ. Alkalmanként emberi hullákat vagy más lövedéket is használtak. 1422-ben például Korybut herceg Karlštejn ostrománál embereket és trágyát lövetett a várba, nyilván a betegségek terjesztése céljából. A legnagyobb torbocsilok ácsolásához nagy mennyiségű fát használtak föl: Damietta 1249-es ostrománál IX. Lajos francia király 24 zsákmányolt egyiptomi torbocsil anyagából a teljes tábora köré cölöpkerítést tudott emeltetni.
A kínai forrásokban 1268-ban jelenik meg először, amikor a mongolok Fanchenget és Xiangyangot ostromolták meg. Mivel több éves ostrommal is képtelenek voltak ezeket bevenni, két perzsa mérnököt vittek, akik ellensúlyos torbocsilokat építettek nekik. A kínai történészek ezeket huihui torbocsiloknak nevezik (回回砲), ami muszlim torbocsilt jelent, vagy Xiangyang torbocsilnak (襄陽砲), mivel ott alkalmazták először. Azt a típust építették, amelyet Hülegü serege használt Bagdad falainak lerombolására 1258-ban.
A puskapor elterjedésével a torbocsilok elvesztették jelentőségüket, szerepüket az ágyúk vették át. Még használtak torbocsilokat Burgos (1475-76) és Rodosz (1480) ostrománál.
Mátyás király kedvelte a torbocsilokat, egy 1479-es olasz követjelentésből tudjuk, hogy bombardák (korai ágyúk) mellett 8 torbocsil állt rendelkezésére.

## Modern alkalmazása

### Szórakozás és oktatás

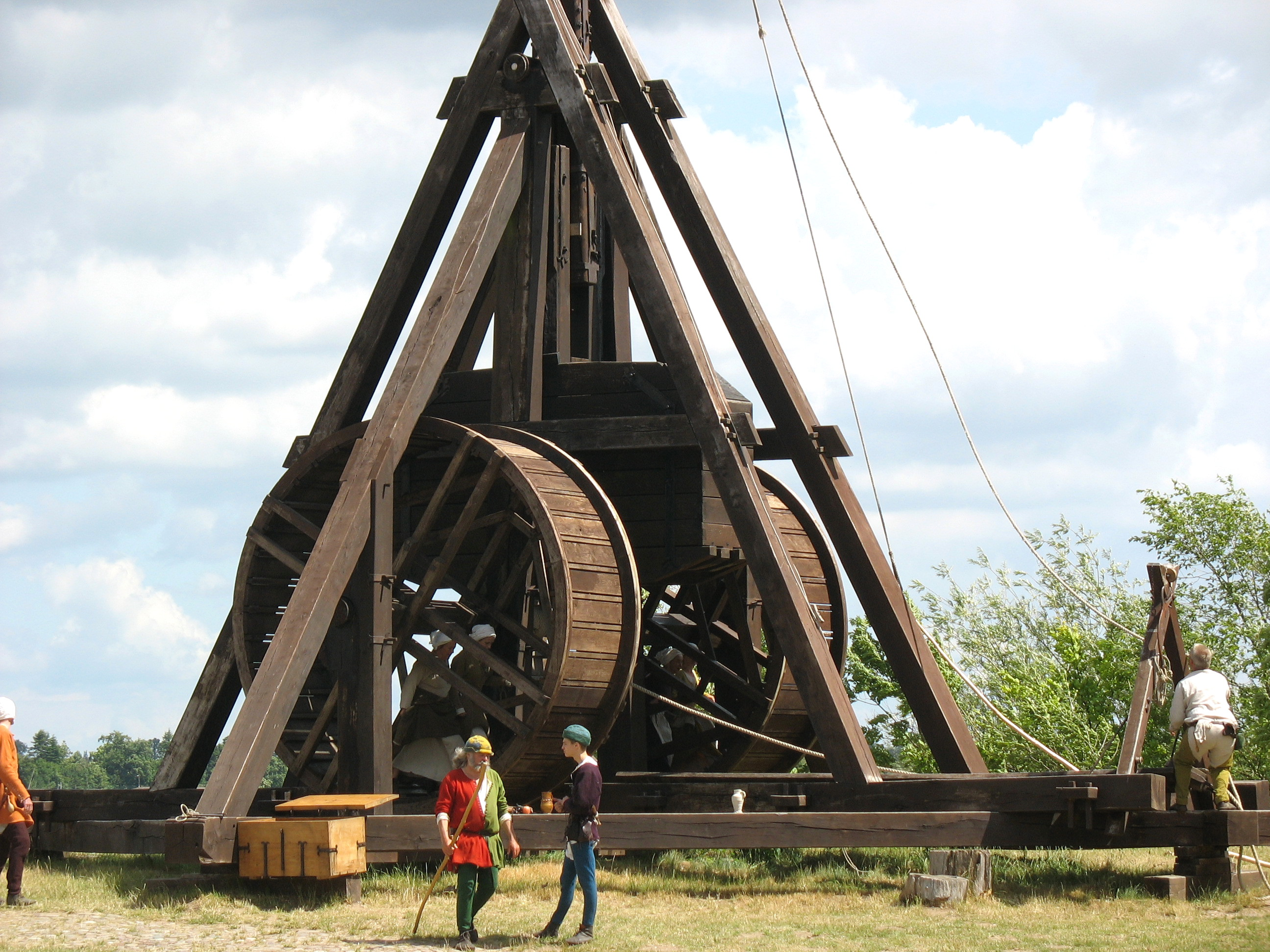
Torbocsil a dán Middelaldercentretben

Az utóbbi évszázadokban elsősorban szórakozási vagy oktatási célból készítettek torbocsilokat.
A régi gépezetek a 16. század elején elvesztek. Renaud Beffeyte francia mérnök készítette az első modern rekonstrukciót 1984-ben, amelyet 1324-es leírásokra alapozott.
A világ legnagyobb működő, 22 tonnás torbocsilja Warwick várában található, Angliában. Történelmi minták alapján készült, 18 méter magas, és 36 kg-os köveket 300 méterre tud elhajítani. Ugyanazon minta alapján készült, mint a dán Middelaldercentretben épített torbocsil. Ez utóbbi az első modern kori, állandó, működő torbocsil.
Az éves amerikai tökröptető versenyen (Pumpkin chucking) a torbocsil az egyik kategória. A csúcstartó Yankee Siege II 2013-ban a WCPC bajnokságban 864,35 méterre hajított egy tököt. A 16 méter magas, 25 tonnás torbocsil a versenyben rendszeresített, 3,6-4,5 kg-os tököket használta lövedékként.

### Fejlesztés
Bár fegyverként ma már elvétve használják, a torbocsilok továbbra is megmaradtak a hivatásos és a hobbimérnökök érdeklődési körében, például a már említett tökröptető verseny kapcsán. Egy technológiai újítás is megjelent, különösen a tökröptető versenyeknél, mégpedig a mozgókaros változat. A hagyományos, tengellyel való fix rögzítés helyett itt a tengelynek vannak kerekei, amelyek a földdel párhuzamos sínen mozognak. Ez a felépítés nagyobb energiát tud átadni a lövedéknek.

### Éles bevetésben

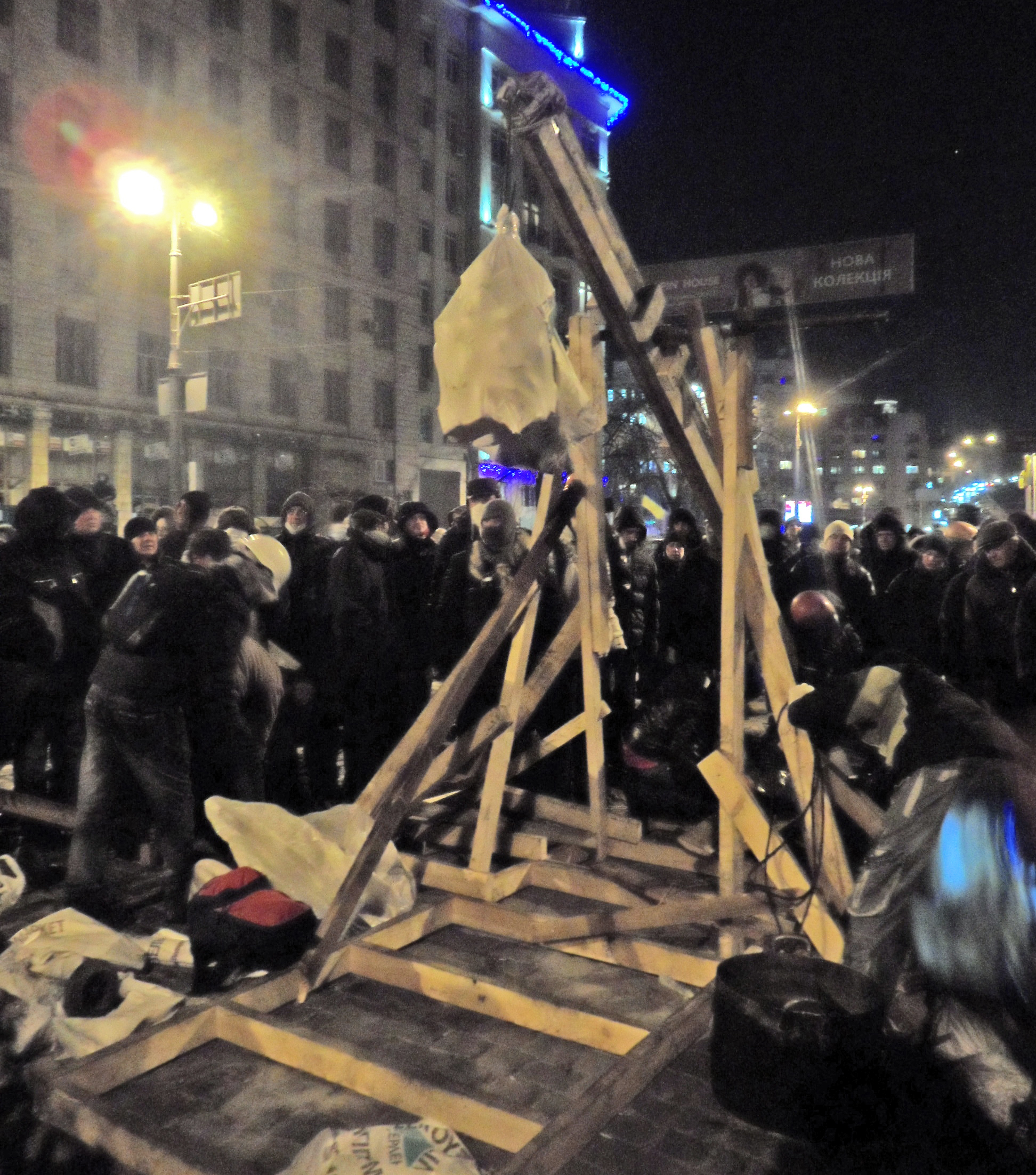
A 2014-es ukrán felkelés idején a kijevi Hrusevszkoho utcában állított torbocsil

2013-ban a szíriai polgárháborúban a lázadókat lefilmezték, amint az aleppói csatában torbocsillal robbanóanyagot dobnak a kormányerők katonáira.
2014-ben az ukrán Euromajdan felkelés során a Hrusevszkoho utcában a felkelők egy rögtönzött torbocsillal dobáltak téglákat és molotov koktélokat a Berkut rendőreire.

## Fordítás
Ez a szócikk részben vagy egészben  a   Trebuchet című angol Wikipédia-szócikk fordításán alapul.  Az eredeti cikk szerkesztőit annak laptörténete sorolja fel. Ez a jelzés csupán a megfogalmazás eredetét és a szerzői jogokat jelzi, nem szolgál a cikkben szereplő információk forrásmegjelöléseként.